# Jonáš Maxim
Jonáš (Jozef) Maxim MSU (ur. 21 listopada 1974 w Lewoczy) – arcybiskup słowackiej Cerkwi greckokatolickiej, ihumen Ławry Uniowskiej w latach 2020–2023, arcybiskup metropolita preszowski obrządku bizantyjsko-słowackiego.

## Życiorys

### Prezbiterat
11 lipca 1998 otrzymał święcenia kapłańskie. Po święceniach odbył studia licencjackie na Papieskim Instytucie Wschodnim w Rzymie, a następnie pracował jako ojciec duchowny w preszowskim seminarium. W 2004 wstąpił do nowicjatu zakonu studytów we Lwowie. Po złożeniu w 2008 ślubów został mistrzem nowicjatu, a następnie objął przełożeństwo we lwowskim monasterze. W latach 2013–2017 odbywał studia doktoranckie w Rzymie, a przez kolejne trzy lata kierował monasterem Świętego Michała Archanioła we Lwowie. W latach 2020–2023 był ihumenem Ławry Uniowskiej.

### Episkopat
26 października 2023 papież Franciszek mianował go arcybiskupem metropolitą preszowskim obrządku bizantyjsko-słowackiego.
27 stycznia 2024 otrzymał święcenia biskupie w katedrze greckokatolickiej św. Jana Chrzciciela w Preszowie. Głównym konsekratorem był Cyril Vasiľ. 